# Міст Дімухе
Міст Дімухе (кит.: 抵母河特大桥) - міст, що перетинає річку Санша, розташовано на території міського округу Люпаньшуй; На момент спорудження є 25-м по довжині основного прольоту висячим мостом в Китаї; та 10-м по висоті над перетинаємою перешкодою мостом в світі (8-м в Китаї). Є частиною  швидкісної автодороги G56 Ханчжоу - Жуйлі.
Міст з'єднує північний і південний береги річки Санша на території повіту Шуйчен міської округи Люпаньшуй.
Є двопілонним вантовим мостом з основним прольотом завдовжки 538 м, який змінюється двома секціями балкової конструкції з обох сторін. Дорожнє полотно моста знаходиться на висоті 360 м над річкою.
Буде одним з перших висячих мостів в Азії, побудованих в гірській місцевості.